# آلان كورتويس
آلان كورتويس هو سياسي بلجيكي، ولد في 12 يونيو 1951 في بلجيكا. حزبياً، نشط في الحركة الإصلاحية ‏. وقد انتخب عضو مجلس الشيوخ البلجيكي وانتخب عضو مجلس النواب من بلجيكا.